# Liste der Bodendenkmale in Gröningen
In der Liste der Bodendenkmale in Gröningen sind alle Bodendenkmale der Gemeinde Gröningen und ihrer Ortsteile aufgelistet. Grundlage ist die Auflistung von Johannes Schneider aus dem Jahr 1986. Die Baudenkmale sind in der Liste der Kulturdenkmale in Gröningen aufgeführt.

Der Link (Karte oder Lage) führt zu verschiedenen Kartendiensten mit der Position des Kulturdenkmals. Fehlt dieser Link, wurden die Koordinaten noch nicht eingetragen. Sind diese bekannt, können sie über ein Tool mit einer Kartenansicht einfach nachgetragen werden. In dieser Kartenansicht sind Kulturdenkmale ohne Koordinaten mit einem roten bzw. orangen Marker dargestellt und können durch Verschieben auf die richtige Position in der Karte mit Koordinaten versehen werden. Kulturdenkmale ohne Bild sind an einem blauen bzw. roten Marker erkennbar.

| Denkmal-ID | Fundart            | Ortsteil          | Bezeichnung              | Zeitstellung | Lage                                      | Bemerkungen          | Bild |
| ---------- | ------------------ | ----------------- | ------------------------ | ------------ | ----------------------------------------- | -------------------- | ---- |
| ?          | Befestigung > Burg | Gröningen         | Überbaute Burganlage     |              | Westseite des Orts, östliches Bodeufer () |                      |      |
| ?          | Befestigung > Burg | Gröningen         | Wüstung „Seeburg“        |              | Nordöstlich des Orts (Lage)               | Mit Münzfund         |      |
| ?          | Befestigung > Burg | Kloster Gröningen | Höhenburg                |              | Im Süden des Orts (Lage)                  | Vom Kloster überbaut |      |
| ?          | Befestigung > Burg | Krottorf          | Niederungsburg, Burgwall |              | Südlich des Orts (Lage)                   | Zum Teil überbaut    |      |